# 君のうた (嵐の曲)
『君のうた』（きみのうた）は、日本の男性アイドルグループ・嵐の通算56枚目となるシングル。2018年10月24日にジェイ・ストームから発売された。

## リリース
「君のうた」は、メンバーの相葉雅紀が主演を務めるテレビ朝日系 金曜ナイトドラマ『僕とシッポと神楽坂』の主題歌
。
発売形態は初回限定盤・通常盤の2種類。それぞれ収録曲・ジャケット写真が異なる。
初回限定盤には、DVDに「君のうた」のビデオ・クリップとメイキング、CDにカップリング曲として「White On White」を収録。また、20P歌詞ブックレットが封入されている。
通常盤のCDには、カップリング曲として嵐が出演するJALのテレビCM「Fly for it!」キャンペーンソング「Sky Again」に加え、「Fake it」「Count on me」を収録。

## チャート成績
初週37.3万枚を売り上げ、2018年11月5日付のオリコン週間シングルランキングで初登場1位を獲得した。これで『PIKA★★NCHI DOUBLE』（2004年2月18日発売）から45作連続・通算52作目の同ランキング1位獲得となった。

## 収録曲

### CD

#### 通常盤
※出典
1. 「君のうた」 - 4:33
  - 作詞：ASIL
  - 作曲：多田慎也・A.K.Janeway
  - 編曲：佐々木博史
2. 「Sky Again」 - 5:06
  - 作詞：Goro.T
  - 作曲・編曲：Erik Lidbom
3. 「Fake it」 - 3:48
  - 作詞：HIKARI
  - 作曲：Kevin Charge・HIKARI
  - 編曲：Kevin Charge
4. 「Count on me」 - 4:28
  - 作詞：Funk Uchino
  - 作曲：Erik Lidbom・Saori Tsuchiya
  - 編曲：石塚知生
5. 「君のうた」（オリジナル・カラオケ） - 4:33
6. 「Sky Again」（オリジナル・カラオケ） - 5:06
7. 「Fake it」（オリジナル・カラオケ） - 3:48
8. 「Count on me」（オリジナル・カラオケ） - 42:37
  - 曲終了後シークレットトークを収録[8]。

#### 初回限定盤
※出典
1. 「君のうた」 - 4:33
2. 「White On White」 - 4:10
  - 作詞：IROCO-STAR
  - 作曲・編曲：Josef Melin
3. 「White On White」（オリジナル・カラオケ） - 4:06

### DVD
※初回限定盤のみ収録。
1. 「君のうた」ビデオ・クリップ
2. 「君のうた」メイキング

## 収録アルバム
- 5×20 All the BEST!! 1999-2019（#1）
- ウラ嵐BEST 2016-2020（初回限定盤#2, 通常盤#2, 3 ,4）

## 映像作品
君のうた
- ARASHI Anniversary Tour 5×20
- アラフェス2020 at 国立競技場
- This is 嵐 LIVE 2020.12.31

Count on me 
- アラフェス2020 at 国立競技場